# Разрушители тип „Каунти“
Каунти (на английски: County) са серия разрушители на Кралския флот с управляемо ракетно оръжие, построени в периода 1959 до 1967 г. Всичко са построени 8 разрушителя от този тип (по 4 в две серии – County I и County II). Първоначално се класифицират като крайцери.

## История на разработката и строителството
Разрушителите с УРО тип „Каунти“ са проектирани в периода 1955 – 1956 г. с оглед достиженията и модернизациите в областта на следвоенното корабостроене. Разрушителите от типа „Каунти“ наследяват имената на тежките крайцери от тип „Каунти“, които се прославят в годините на Втората световна война. В конструктивно отношение разрушителите са близки към представителите на крайцерския клас, по водоизместимост значително превъзхождайки съвременните им разрушители и близки до леките крайцери. Първоначално са обозначавани като „крайцери“ или „крайцерски разрушители“ (на английски: cruiser-destroyer).
Разработката на тези кораби става завършек на няколко последователни опита на следвоенния британски флот да замени съществуващите разрушители и леки крайцери с единен клас военни кораби с междинна водоизместимост. Тези кораби трябва да имат достатъчна мореходност и автономност, за да решават крайцерски задачи по океанско патрулиране и защита на комуникациите, и едновременно – да са достатъчно евтини и ефективно въоръжени, за да решават ескортните и ударните задачи на разрушителите. През 1950-те са направени няколко проекта за подобни крайцерски разрушителя със смесено торпедно-артилерийско въоръжение, но нито един от тях не е реализиран, поради съмнения за тяхната бойна ефективност. Към 1960-те, прогресът в областта на ракетното оръжие позволява да се реши тази задача на ново техническо ниво.
Корабите от типа „County“ са проектирани като носители на ЗРК „Seaslug“ със среден радиус на действие. Цялата архитектура на корабите е формирана около конструктивните особености на зенитния ракетен комплекс. Корабите стават първите, на които е поставена комбинирана силова установка – парни и газови турбини, а също и първите, на които има допълнителните ЗРК с малък радиус на действие за унищожаване на проникналите до кораба самолети. Те са оборудвани със съвременно радиоелектронно оборудване, снабдени са и с активни успокоители на люлеенето.
Втората серия разрушители от типа „County“ е оборудвана с ПКРК Exocet. Ракетният комплекс е постановен вместо втората артилерийска установка. Това прави разрушителите от типа единствените кораби на Кралския флот, които имат три отделни типа ракетни комплекси.

## Конструкция
Корпусът им е стоманен, напълно заваръчен, с удължен полубак и клиперен нос. Надстройката и мачтите на разрушителите от типа „Каунти“ са от алуминиево-магнезиеви сплави.

### Радиоелектронно оборудване
За откриване на въздушни цели и предупреждение за въздушно нападение корабите от типа „Каунти“ носят РЛС Тип 956 или Тип 956М, поставена на коничната гротмачта между комините. Тази РЛС осигурява засичането на въздушни цели на дистанция до 175 км.
За съпровождане на откритите цели се използва РЛС Тип 993, монтирана на фокмачтата. Този радар има радиус на действие до 90 км и може да се използва заедно с Тип 956 като средство за ранно предупреждение. Тъй като тази двукоординатна РЛС не може да определя височината на целите, корабите допълнително имат радиолокационен високомер Тип 279, постановен на отделно на коничната гротмачта.
Насочването на ракетното оръжие на кораба се осъществява с помощта на РЛС Тип 901, масивната антена на която се намира на кърмовата надстройка. Тази РЛС може да работи в режим на широк лъч за издирване на целта и на тесен – за насочване на ракети. Радиусът на нейното действие е до 75 километра.
Също корабите имат комплект системи за радиоелектронна борба AJK.

### Въоръжение

#### Зенитно ракетно въоръжение
Основата на арсенала на корабите от типа „Каунти“ е зенитния ракетен комплекс „Sea Slug“.
Комплексът има необикновена конфигурация и е интегриран в конструкцията на кораба. От съображения за максимална защитеност, отсекът за дълговременно съхранение на 24 ракети (те се намират в разглобен вид) се намира почти в центъра на корпуса на кораба. Дълъг коридор, разделен на няколко секции от противовзривни прегради, съединява отсека за съхранение с разположената на кърмата пускова установка и отсека за съхранение на готовите за старт ракети. Подобни конструктивни решения са предприети от съображения за максимална устойчивост на кораба към въздействието на неприятелското оръжие и средства за масово унищожаване.
Готовите за пуск ракети се съхраняват в кърмовия отсек, и по тревога се подават на пусковата установка. Въртящата се пускова установка също има необичайна конфигурация – ракетите се намират вътре в кубична конструкция, фиксирани между четирите направляващи. Първоначално е разглеждана версия на пусковата установка за три ракети, но след това от съображения за икономия на тегло броят на ракетите на пусковата е намалено до две.
Насочването на комплекса се осъществява с помощта на единствения радар Тип 901, стоящ на кърмовата надстройка. Двете версии на комплекса използват метода за насочване „оседлан лъч“, при който ракетата се движи по права линия, формирана във въздуха от тесния въртящ се лъч на радара. Този метод е недостатъчно надежден (поради разширяването на лъча с увеличаването на дистанцията) и не работи на малки височини, поради отразяването на лъча от повърхността на водата.
Далечината на действие на комплекса съставлява 27/32 км, таванът съставлява около 17 000/20 000 метра. Тъй като корабите имат само един радар за насочване тип 901, то едновременно може да се обстрелва не повече от една цел (макар и едновременно с две ракети). За своето време, комплексът е високо автоматизиран от гледна точка управление и доста точен (вероятността за поразяване на целта с една ракета съставлява около 92%), но изисква значителен обем ръчни операции при предстартовата подготовка на ракетите, и се презарежда доста бавно.
За първи път във военното корабостроене, корабите от типа „Каунти“ имат освен далекобойния „Sea Slug“ още и зенитен комплекс за самоотбрана „Sea Cat“. Този комплекс с малък радиус на действие е предназначен за унищожаването на самолети и крилати ракети, заплашващи непосредствено кораба.
Двете еднорелсови пускови установки са поставени побордно: насочването на комплекса се осъществява ръчно. Операторът следи целта и ракетата с помощта на оптически/радиоелектронен визьор, и с помощта на джойстик ръчно води ракетата по линията на визиране (т.е. „насочване по метода на трите точки“). Далечината на действие на комплекса не превишава 5000 метра. Макар комплексът да е достатъчно примитивен и не прекалено точен, той, въпреки всичко, е доста надежден и, както се смята по онова време – предоставя най-добрата защита за кораба, повече отколкото зенитната артилерия.

#### Артилерийско въоръжение
Артилерийското въоръжение на корабите се състои от две сдвоени 114-мм 45-калибрени артилерийски установки 4,5"/45 QF Mark VI, постановени линейно-терасовидно в носовата част на кораба. Теоретично, тези оръдия трябва да осигуряват скорострелност от 24 изстрела в минута на установка, но на практика, поради несъвършената конструкция на досилателя, темпът на стрелба съставлява не повече от 12 – 14 изстрела в минута. Оръдията имат максимална далечина на стрелбата около 19 000 метра и досегаемост по височина не по-малко то 12 500 метра.
Като цяло, артилерийското въоръжение на типа „Каунти“ е по-мощно, отколкото на съвременните им американски или съветски ракетоносни разрушители и повече съответства на „крайцерския“ статус на корабите. Впоследствие, на четирите кораба от втората серия, възвишената 114-мм кула е демонтирана, а на нейно място са монтирани пускови установки за противокорабни ракети.

#### Противолодъчно въоръжение
Противолодъчното въоръжение се състои от два 3-тръбни 325-милиметрови торпедни апарата. Боекомплектът се състои от 24 стандартни противолодъчни торпеда на НАТО Mark 46. За откриване на субмарините, корабите имат сонарна станция Тип 174 и активен сонар Тип 170.

#### Противокорабно въоръжение
Първоначално, типа „Каунти“ нямат специализирано противокорабно въоръжение. За поразяване на противника в пределите на радиохоризонта може да се използва зенитният комплекс „Сий Слъг“, чието голямо тегло и тежката 91-кг бойна глава могат да нанесат съществени повреди на кораба на противника. Известно време са разглеждана и разработката на специализирана противокорабна версия на тази зенитна ракета – „Блу Слъг“ с утежнена бойна част и полуактивно насочване – но в крайна сметка програмата е отменена.
Впоследствие, четири разрушителя от типа „Каунти“ са въоръжени с френските противокорабни ракети MM-38 „Exocet“. Двете сдвоени контейнерни пускови установки са поместени вместо свалената издигната 114-мм артустановка. Това осигурява на корабите възможност да поразяват цели зад хоризонта на дистанции до 42 км.

#### Авиационно въоръжение
Корабите от серията „Каунти“ са едни от първите разрушители в света, имащи не само площадка за излитане и кацане, но и хангар за палубен вертолет. За сметка на това тяхната авиация е съществено по-ефективна, отколкото у болшинството им съвременници, тъй като те могат да осигурят базирането на вертолета в лошо време, и неговото техническо обслужване.
Хангарът има необикновена конструкция: вратата в него се намира не в челото, а в дясната стена. Това разположение е избрано по тази причина, че покривът на хангара едновременно служи за подставка за РЛС Тип 901, и челното разположение на вратите неприемливо би отслабило покрива. Приземилият се вертолет (със сгънати винтове) се вкарва в хангара по издатина на вертолетната площадка по десния борд.
В качеството на летателен апарат обикновено се използва многоцелевият вертолет Westland Wessex (британска разработка на базата на лицензионния Sikorsky H-34 „Чокто“. Вертолетът се използва за противолодъчни, разузнавателни и десантни операции. Обаче, поради малкото бойно натоварване вертолетът не може едновременно да носи следящото снаряжение и противолодъчни торпеда, което значи, че вертолетът трябва да действа заедно с други противолодъчни единици.

## История на службата
Разрушителите „Антрим“ (HMS Antrim (D18)) и „Гламорган“ (HMS Glamorgan (D19)) вземат участие в бойните действия на Фолкландската война от 1982 г. „Антрим“ е флагмански кораб на 60-о оперативно съединение. „Гламорган“ е повреден по време на бойните действия с ракета „Exocet“, изстреляна от аржентинците от импровизирана брегова установка, но независимо от разрушаването на хангара и детонацията на авиационните боеприпаси, корабът – направен с употребата на алуминево-магнезиеви сплави – съхранява своята боеспособност.

## Представители на проекта
| Название             | Дата на залагане     | Дата на спускане на вода | Дата на влизане в състава на флота | Текущ статус |
| -------------------- | -------------------- | ------------------------ | ---------------------------------- | --- |
| HMS Devonshire (D02) | 9 март 1959 г.       | 10 юни 1960 г.           | 15 ноември 1962 г.                 | В резерва от 1978 г., изключен на 17 февруари 1984 г. |
| HMS Hampshire (D06)  | 26 март 1959 г.      | 16 март 1961 г.          | 15 март 1963 г.                    | В резерва от 1976 г., изключен през 1979 г. |
| HMS London (D16)     | 26 февруари 1960 г.  | 7 декември 1961 г.       | 4 ноември 1963 г.                  | В резерва от декември 1981 г., продаден през 1982 г. на Пакистан, като Babur. |
| HMS Kent (D12)       | 1 март 1960 г.       | 21 септември 1961 г.     | 15 август 1963 г.                  | В резерва от 1980 г., изключен през 1998 г. |
| HMS Fife (D20)       | 1 юни 1962 г.        | 9 юли 1964 г.            | 21 юни 1966 г.                     | В резерва от юни 1987 г., на 12 август 1987 г. е продаден на Чили, където е преименуван на Blanco Encalada, на 12 декември 2003 г. е отписан и през ноември 2005 г. е продаден за скрап. |
| HMS Glamorgan (D19)  | 13 септември 1962 г. | 9 юли 1964 г.            | 11 октомври 1966 г.                | В резерва от 1986 г., продаден на Чили през септември 1986 г. |
| HMS Antrim (D18)     | 20 януари 1966 г.    | 19 октомври 1967 г.      | 14 юли 1970 г.                     | В резерва от 1984 г., на 22 юни 1984 г. продаден на Чили |
| HMS Norfolk (D21)    | 15 март 1966 г.      | 16 ноември 1967 г.       | 7 март 1970 г.                     | В резерва от 1981 г., на 6 април 1982 г. продаден на Чили. |

## Коментари
1. ↑  Тук и надолу: привежда се за версиите GWS.1/GWS.2